# A Nike és az Oregoni Egyetem kapcsolata

Az Oregoni Egyetem logója

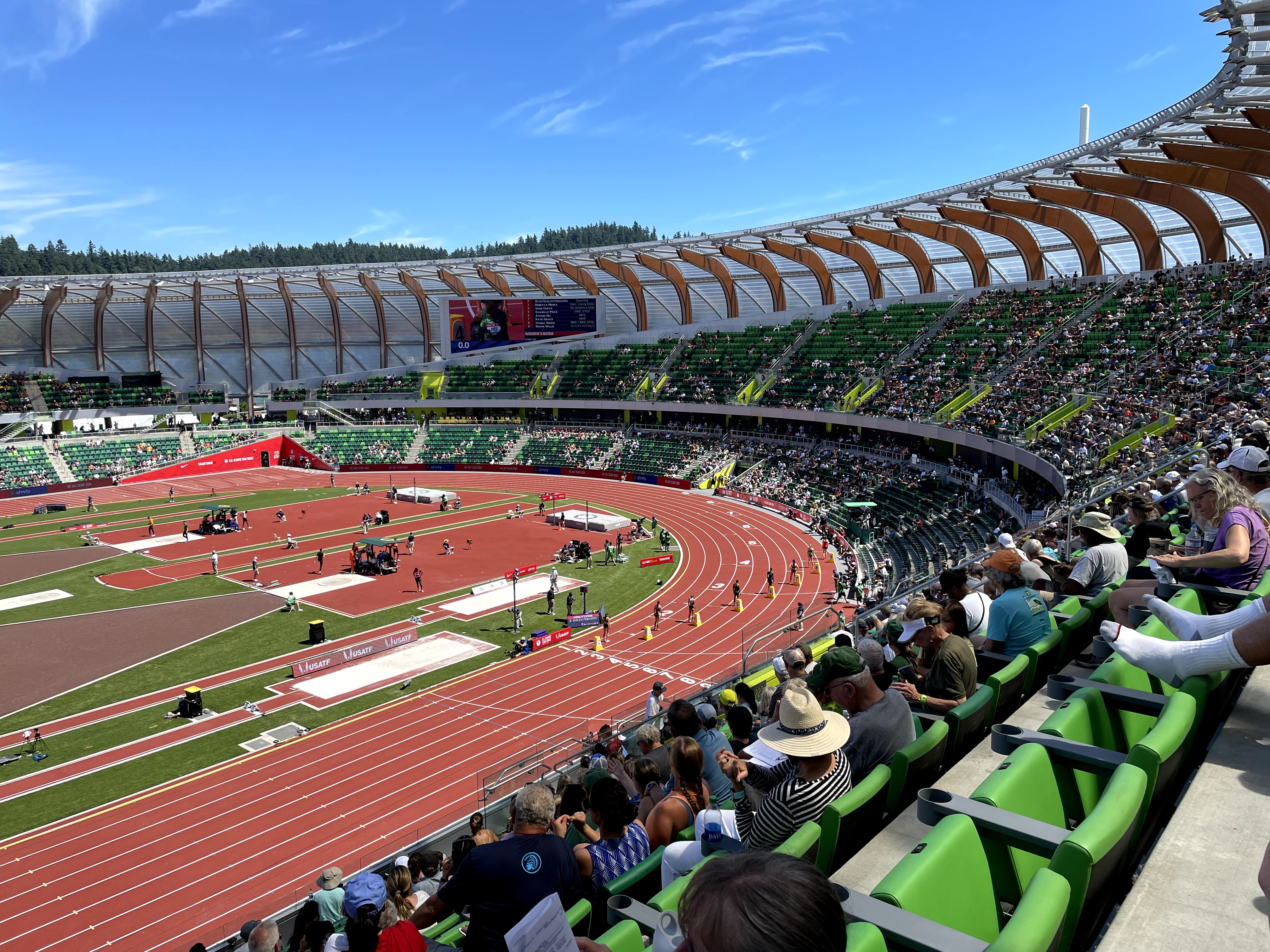
A felújított Hayward Sportpálya

A Nike és az Oregoni Egyetem kapcsolata hosszú évtizedekre nyúlik vissza és annyira szoros, hogy az oktatási intézményt Nike Egyetemnek is becézik.

## Bill Bowerman és Phil Knight
A Nike-ot Bill Bowerman és Phil Knight 1964-ben alapította Blue Ribbon Sports néven. Bowerman az 1950-es években az Oregon Ducks atlétikacsapata és Knight edzője volt. Knight 1959-ben üzleti szakon szerzett diplomát.
Ahogy már többször elmondtam, üzleti pályafutásom a Hayward Sportpályán indult.

## Története
Steve Prefontaine-t, az egyetem távfutóját a Nike 1974-ben ötezer dollárért szerződtette.
Phil Knight az 1980-as évek végétől 2000-ig ötvenmillió dollárt adott az egyetemnek; az adomány 2023-ra elérte az egymilliárd dollárt. Jelentősen támogatta az egyetemi sportéletet, új épületeket is finanszírozott, melyeket egyesek extravagánsnak és fényűzőnek tartanak. A belső terek tervezésében általában a Nike építészei is részt vesznek.
Knight az 1990-es években állítólag negyvenezer dollárral járult hozzá David B. Frohmayer rektor éves fizetéséhez. Bill Bowerman a Bowerman Family Buildinget finanszírozta, amit később lebontottak.
Az egyetem logóját 1998-ban a Nike tervezte. A zöld O betű az Autzen Stadiont, belső része pedig a Hayward Sportpályát ábrázolja. Az amerikaifutball-csapat öltözékét is a Nike tervezi; a játékosok minden mérkőzésen új színösszeállítást viselnek.
A Nike 13,5 millió dollárt adott a Hayward Sportpálya felújítására. Később a cég és az egyetem szorosabbra fűzte kapcsolatát.

### Kronológia
- 1934: Bill Bowerman diplomát szerez
- 1948: Bill Bowerman az atlétikacsapat edzője lesz
- 1959: Phil Knight diplomát szerez
- 1964: Megalakul a Blue Ribbon Sports
- 1974: Steve Prefontaine-t a Nike ötezer dollárért szerződteti[6]
- 1988: Phil Knight anyagilag támogatja az egyetemi könyvtár felújítását, amit róla neveznek el
- 1998: Meghal Bill Bowerman
- 1998: A Nike megtervezi az egyetem logóját
- 2000: Az egyetem a munkásjogi konzorcium tagja lesz
- 2000: Phil Knight visszavonja az Autzen Stadion felújítására adott adományát
- 2002: Az egyetem bevezeti az új logót
- 2007: Knight százmillió dollárral támogatja az atlétikai alapot
- 2010: Megnyílik a Knight finanszírozta atlétikai központ
- 2011: Megnyílik a Matthew Knight Aréna
- 2013: Átadják a Knight támogatásával épült Hatfield–Dowlin Komplexumot
- 2016: Knight félmilliárd dollárral támogatja a tudományos komplexumot
- 2016: A Nike 13,5 millió dollárt különít el a Hayward Sportpálya felújítására
- 2020: Megnyílik a Knight Campus
- 2021: Phil Knight félmilliárd dollárt ad a Knight Campusnak

## Hatása az egyetemre
Az egyetemi épületek 16,5%-a (közel húszmillió négyzetméter) sportlétesítmény, melyek egy részét csak a sportolók használhatnak. Az 1970-es években a tervezés Christopher Alexander The Oregon Experiment című könyve szerint, a használók bevonásával zajlott, azonban azóta a sportlétesítményekre ez nem érvényes.

## Ellentmondásos megítélése
Joshua Hunt University of Nike című könyvében úgy gondolja, hogy a Nike bevonása az állami forráskivonások következménye.
A projektek az egyetem beleszólása nélkül zajlanak. Knight a 2010-es években a privatizáció mellett érvelt és hozzájárult az őt támogató politikai akciócsoporthoz. A 2010-es években az egyetem megpróbálta kivonni magát az állami felügyelet alól és egyben nyolcszázezer dollár támogatást kívánt szerezni.
A 2000-es évek elején a munkásjogi konzorciumba való belépés miatt Knight visszatartott egy jelentős sporttámogatást az egyetemtől, de ezt később mégis megadta. A következő két évtizedben nem adományozott.
De személyesen tőlem nem fog az Oregoni Egyetem további adományokat kapni. Jelenleg ez nem egy olyan szituáció, amit meg lehet oldani. A bizalmat, aminek köszönhetően nagy támogatásokat adhattam, összezúzták.
2005-ben Knight állítólag megpróbálta befolyásolni Dave Frohmayer rektort, hogy rúgja ki az atlétikai igazgatót és az atlétikaedzőt, hogy előbbi pozíciót barátja, Pat Kilkenny foglalhassa el. 2007-ben Kilkenny lett az atlétikai igazgató.

## Fordítás
- Ez a szócikk részben vagy egészben  a   Nike and the University of Oregon című angol Wikipédia-szócikk ezen változatának fordításán alapul.  Az eredeti cikk szerkesztőit annak laptörténete sorolja fel. Ez a jelzés csupán a megfogalmazás eredetét és a szerzői jogokat jelzi, nem szolgál a cikkben szereplő információk forrásmegjelöléseként.